# Dorothy Moore
Dorothy Moore (Jackson (Misisipi), 13 de octubre de 1946) es una cantante de soul estadounidense.

## Trayectoria profesional
Fue miembro del grupo de country soul y R&B The Poppies. En 1976 comenzó su carrera en solitario con el sencillo "Misty Blue", que consiguió llegar al segundo puesto de las listas de R&B y al tercer puesto en las de pop; y "Funny How Time Slips Away" un tema interpretado anteriormente por Joe Hinton y compuesto por Willie Nelson, siendo esta su versión definitiva. En 1977 consiguió el hit "I believe you". Durante los 80 grabó "Time Out for Me" y "Winner". Su último trabajo discográfico fue en 2002, "Please Come Home for Christmas".
- Datos: Q5298560
- Multimedia: Dorothy Moore (1946– ) / Q5298560